# Berezove, Derajnea
Berezove (în ucraineană Березове) este un sat în comuna Bohdanivți din raionul Derajnea, regiunea Hmelnîțkîi, Ucraina.

## Demografie
Componența lingvistică a localității Berezove
     Ucraineană (100%)
Conform recensământului din 2001, toată populația localității Berezove era vorbitoare de ucraineană (100%).